# Adolfo Nef
Adolfo Nef Sanhueza (né le 18 janvier 1946 à Lota) est un footballeur chilien.
Il fait partie de l'équipe du Chili qui dispute la Coupe du monde 1974 en Allemagne.

## Biographie
Adolfo Nef dispute 9 matchs de qualifications pour la Coupe du monde.

## Clubs
- 1963-1964 : Lota Schwager ( Chili)
- 1965-1972 : Universidad de Chile ( Chili)
- 1973-1980 : Colo-Colo ( Chili)
- 1981 : Universidad Católica ( Chili)
- 1982-1987 : Magallanes ( Chili)
- 1987 : San Luis de Quillota ( Chili)

## Palmarès
- Champion du Chili en 1965, 1967 et 1969 avec l'Universidad de Chile, en 1979 avec Colo-Colo
- Vainqueur de la Coupe du Chili en 1974 avec Colo-Colo